# Cyclura cornuta onchiopsis
Cyclura cornuta onchiopsis Cope, 1885, l’iguana di Navassa, era una sottospecie di iguana rinoceronte che viveva sull'isola caraibica di Navassa. È «indubbiamente» estinta.

## Descrizione
Questa lucertola misurava tra i 60 e i 136 cm di lunghezza, aveva una pelle di colore variabile dal grigio plumbeo al verde scuro e perfino al marrone, e possedeva sul muso uno pseudo-corno o protuberanza, costituito da una piastra ossea appiattita, che ricordava il corno di un rinoceronte.

## Tassonomia
Il nome generico (Cyclura) deriva dal greco antico cyclos (κύκλος), «circolare», e ourá (οὐρά), «coda», e si riferisce agli spessi anelli visibili sulla coda di tutte le Cyclura. Il nome specifico, cornuta, è la forma femminile dell'aggettivo latino cornutus, «cornuto», e si riferisce alle protuberanze cornee sul muso dei maschi della specie. La sottospecie venne descritta per la prima volta dall'erpetologo americano Edward Drinker Cope nel 1885.
Nel 1885, Cope descrisse per la prima volta questa lucertola battezzandola C. nigerrima, a causa della colorazione quasi nera dell’animale. Un anno dopo la ribattezzò C. onchiopsis. Gli erpetologi Albert Schwartz e Richard Thomas la riclassificarono ufficialmente come una sottospecie di C. cornuta 90 anni dopo, sulla base degli scritti di Thomas Barbour e Robert Mertens, sebbene questi presentino anche numerosi dati relativi al conteggio del numero delle squame che sembrano contraddire tale scelta. Nel 1977, Schwartz e Carey scrissero: «È anche possibile che onchiopsis debba essere considerata una specie distinta da C. cornuta sulla base di questa caratteristica unica [squame dorso-laterali chiaramente più piccole] (più forse altre caratteristiche), ma procedere in questo modo offuscherebbe le evidenti affinità con quest'ultima specie».
Nel 1999, il dottor Robert Powell scrisse che, sulla base di questi studi precedenti, quest'animale debba essere elevato al rango di specie a sé, distinta da C. cornuta.

## Estinzione
L’isola di Navassa venne visitata nel 1966 e nel 1967, ma non venne riscontrata la presenza di nessun animale. Un entomologo visitò l’isola un'altra volta nel 1986 e non vide alcun segno che indicasse la presenza di iguane, nonostante non fosse alla loro specifica ricerca. Un’intensa campagna di ricerca condotta nel 1999 non segnalò la presenza di nemmeno un’iguana. La specie potrebbe essere scomparsa prima degli anni '60, quando l'isola venne occupata dai militari, o durante gli anni dell'estrazione del guano usato come fertilizzante; un'altra possibile causa dell'estinzione potrebbe essere stata l'introduzione di cani randagi, capre e ratti. Le ricerche effettuate dal dottor Robert Powell, quando lavorava per il Dipartimento di Scienze Naturali dell'Avila College di Kansas City (Missouri), suggeriscono che le iguane scomparvero prima dell'introduzione delle specie aliene, in seguito a mutamenti nell'habitat o alla caccia da parte dell'uomo. Il noto allevatore di rettili David Blair sostiene che alcuni di questi animali potrebbero tuttora sopravvivere in cattività in qualche luogo del pianeta, pur ammettendo che si tratterebbe di esemplari davvero molto anziani.